# Солиньи-лез-Этан
Солиньи́-лез-Эта́н (фр. Soligny-les-Étangs) — коммуна во Франции, находится в регионе Шампань — Арденны. Департамент — Об. Входит в состав кантона Ножан-сюр-Сен. Округ коммуны — Ножан-сюр-Сен.
Код INSEE коммуны — 10370.
Коммуна расположена приблизительно в 100 км к юго-востоку от Парижа, в 90 км юго-западнее Шалон-ан-Шампани, в 45 км к западу от Труа.

## Население
Население коммуны на 2008 год составляло 220 человек.
| 1962 | 1968 | 1975 | 1982 | 1990 | 1999 | 2008 |
| ---- | ---- | ---- | ---- | ---- | ---- | ---- |
| 160  | 196  | 151  | 133  | 146  | 180  | 220  |

## Экономика
В 2007 году среди 140 человек в трудоспособном возрасте (15—64 лет) 104 были экономически активными, 36 — неактивными (показатель активности — 74,3 %, в 1999 году было 69,1 %). Из 104 активных работали 96 человек (54 мужчины и 42 женщины), безработных было 8 (4 мужчины и 4 женщины). Среди 36 неактивных 16 человек были учениками или студентами, 10 — пенсионерами, 10 были неактивными по другим причинам.

## Достопримечательности
- Менгир. Памятник истории с 1959 года[3]

## Фотогалерея

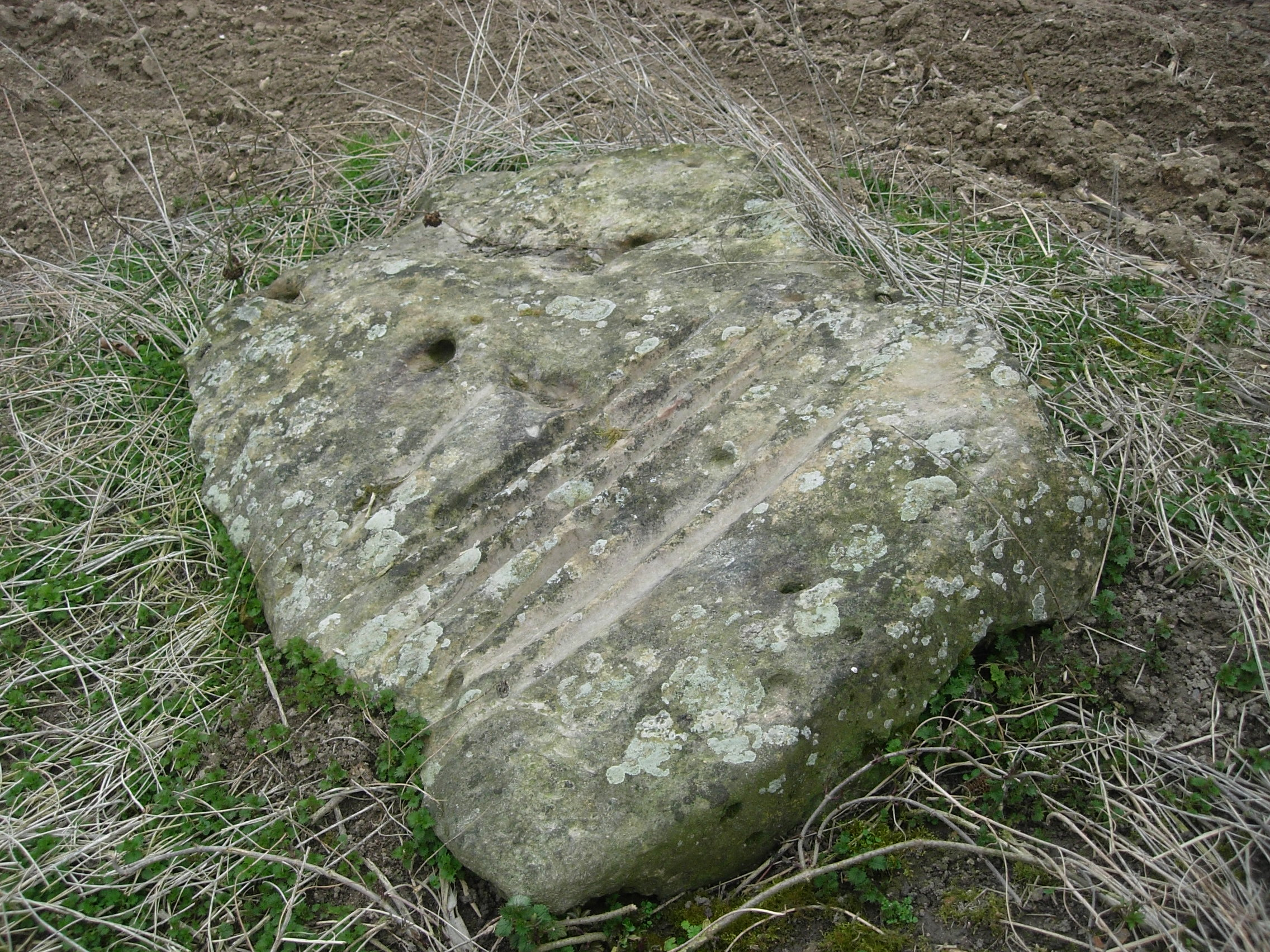
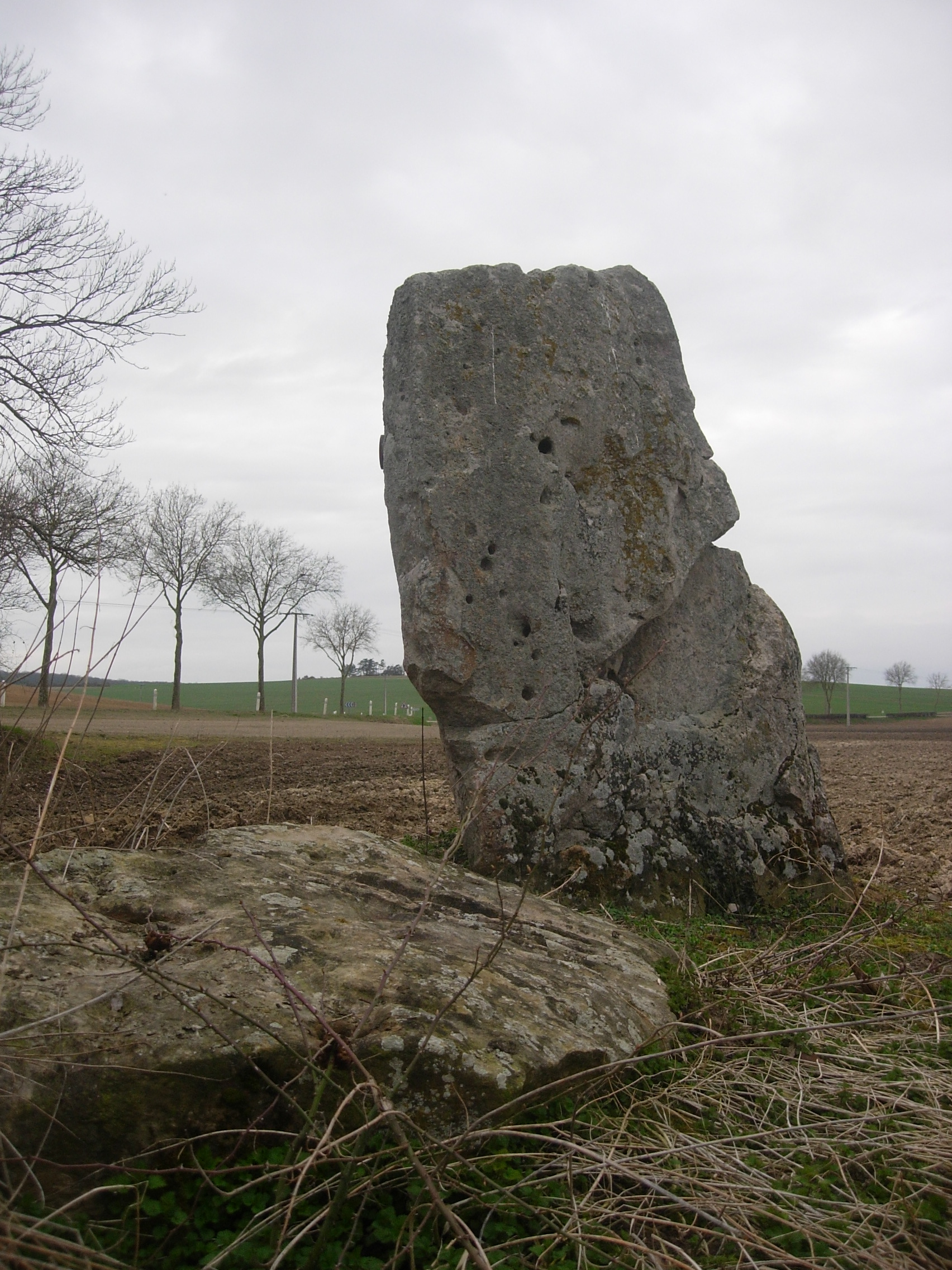
Менгир
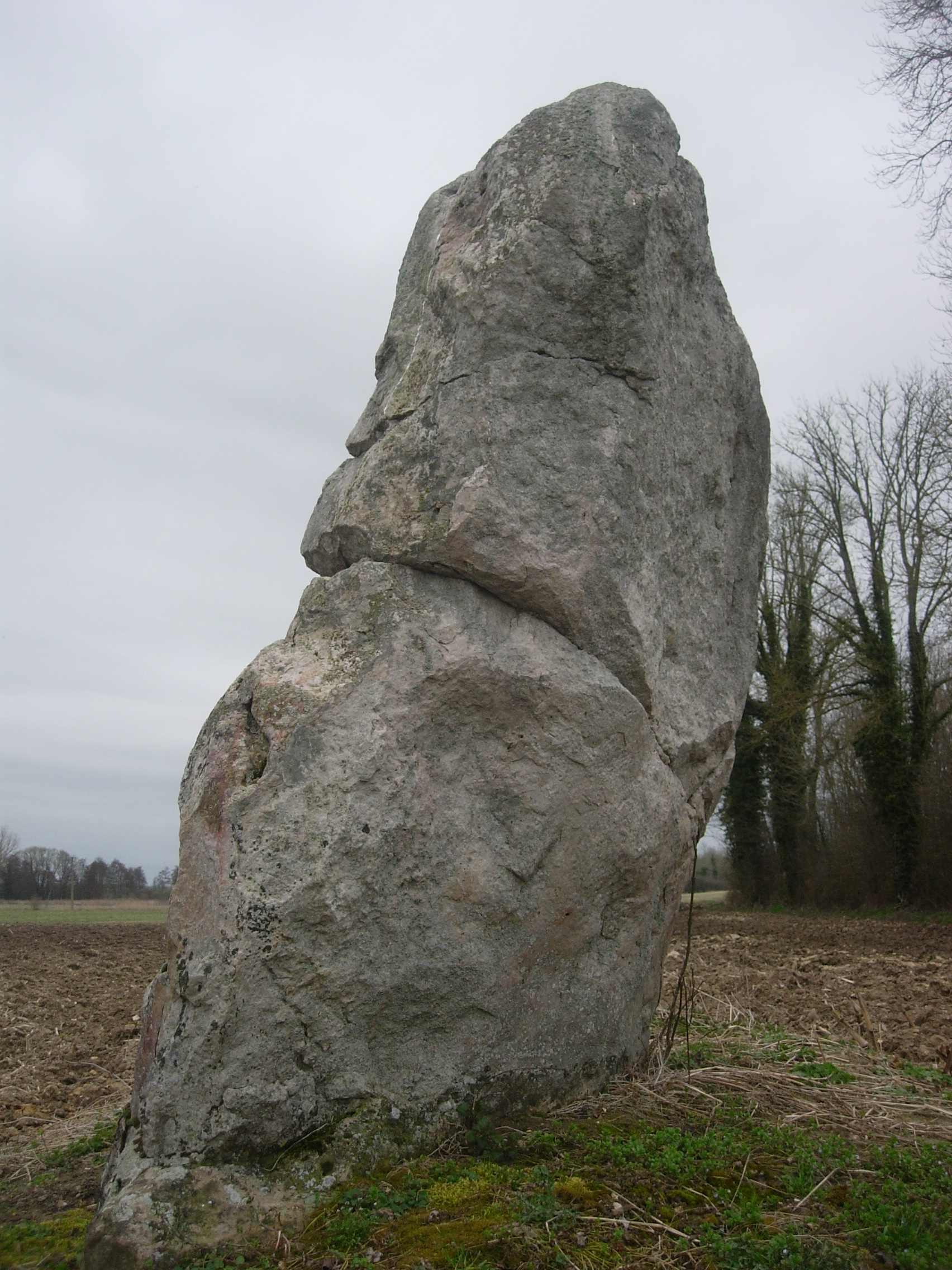
Менгир
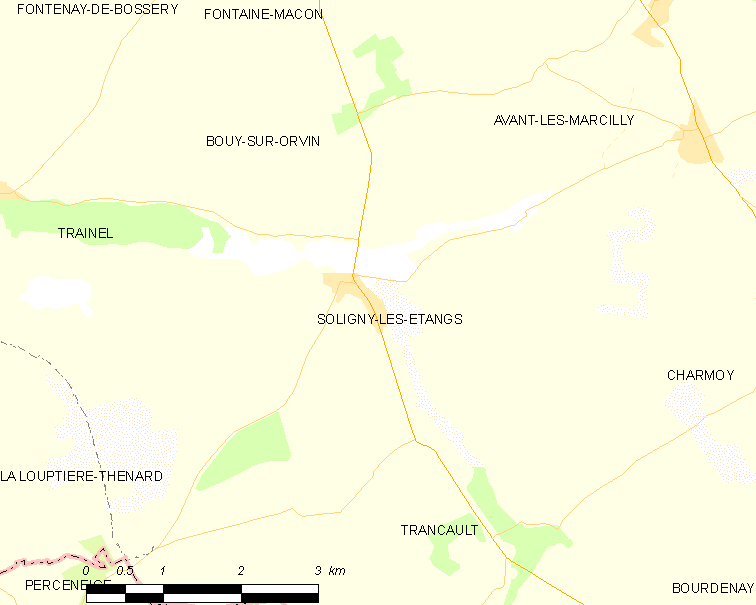
Карта коммуны